# Cornelis Vreedenburgh

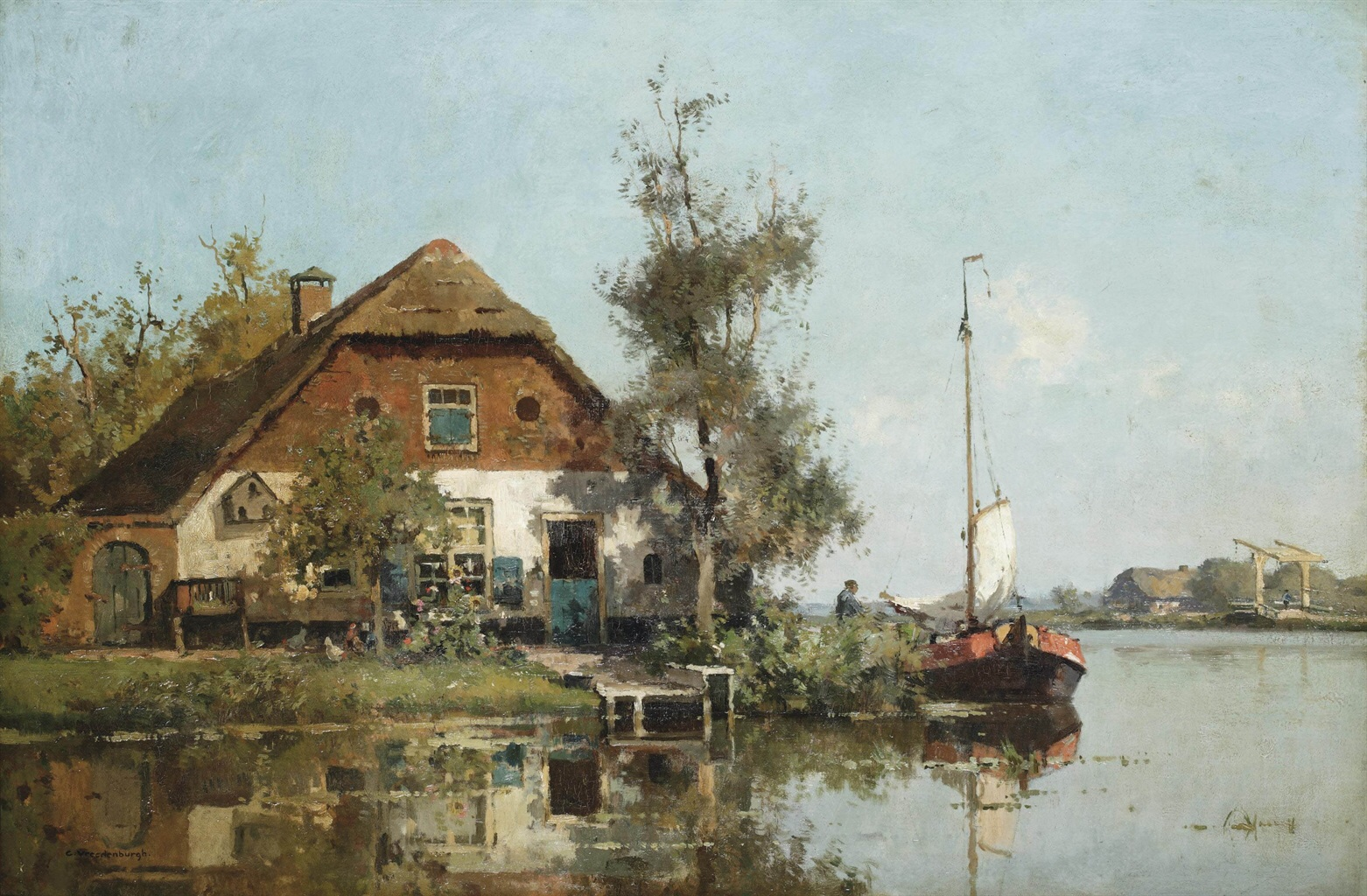
Aangemeerde zeilboot.

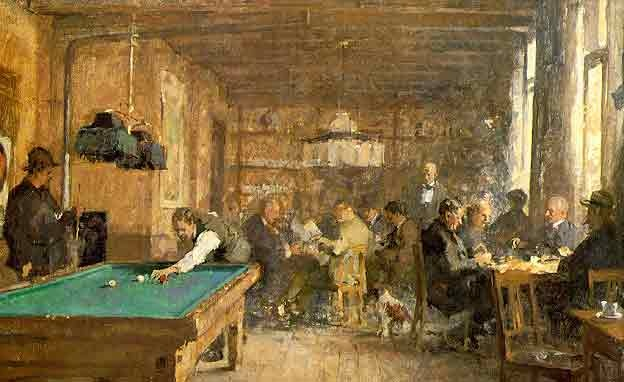
Het kroegje van Hamdorff.

Cornelis Vreedenburgh (Woerden, 25 augustus 1880 – Laren, 27 juni 1946) was een Nederlands kunstschilder. Hij wordt gerekend tot de Larense School.

## Leven en werk
Van zijn vader, Gerrit Vreedenburgh, geboren in Bodegraven, 1849-1922, die een schildersbedrijf had en zelf veel schilderde, kreeg hij zijn eerste tekenlessen. Later kreeg hij raadgevingen van W.B. Tholen en Paul Arntzenius. Vreedenburgh had een voorliefde voor het waterlandschap. Samen met de schilder Tholen trok hij er regelmatig op uit om de binnenwateren en rivieren te schilderen, zoals het gebied rondom Kaag in de Kagerplassen. Herman, een broer van Cornelis, was eveneens kunstschilder.
Na zijn huwelijk met de schilderes M. Schotel verbleven beiden enige tijd in het toen nog onbekende Saint-Tropez. Terug in Nederland vestigden zij zich eerst in Hattem en vervolgens in 1918 in het Gooise Laren. Regelmatig keerde Vreedenburg terug naar Amsterdam, de stad die hem bleef boeien door de schilderachtige grachten.
Tijdens studiereizen naar Palestina en een reis in opdracht naar het 'Heilige Land' Israël maakte hij een groot aantal schetsen en studies in aquarel en olieverf.
Zijn bekendste "Larense" werk is Het kroegje. Dit in 1921 vervaardigde schilderij toont het interieur van Hotel Hamdorff, waar voornamelijk de Larense en Blaricumse schilders elkaar ontmoetten.
Koningin Wilhelmina kocht in 1937 twee schilderijen van Vreedenburg: Koeien in de wei en Prins Hendrikkade. Laatstgenoemd werk werd in de oorlog door de bezetter meegenomen, maar waar het precies gebleven is heeft niemand daarna ooit meer kunnen achterhalen. 
Vreedenburgh was lid van de kunstenaarsverenigingen: Arti et Amicitiae (Amsterdam), St. Lucas (Laren) en Pulchri Studio (Den Haag). Zijn eerste inzending bij Arti werd bekroond met de Willink van Collenprijs. Verder ontving hij drie jaren achtereen de Koninklijke Subsidie. In San Francisco behaalde hij de zilveren medaille en op de vierjaarlijkse tentoonstelling te Arnhem kreeg hij de bronzen medaille.
In het John Selbach Museum te Maaseik zijn meerdere schilderijen van Vreedenburgh te bezichtigen, waaronder Winterlandschap te Hattem, Bloemenmarkt bij de Munttoren (Amsterdam), Oudeschans (Amsterdam) met Montelbaanstoren te Amsterdam en Accijnstoren te Alkmaar.